# Presunto innocente (romanzo)
Presunto innocente (Presumed Innocent) è il primo romanzo di Scott Turow.

## Trama
Il libro inizia con il ritrovamento del corpo di Carolyn Polhemus, vice procuratore distrettuale della Contea di Kindle, vittima di uno stupro. Il collega Rozat "Rusty" Sabich viene incaricato di svolgere le indagini dal procuratore capo e suo mentore Raymond Horgan. Il caso si presenta molto importante, oltre che delicato, perché a breve ci saranno le elezioni e Horgan si è ricandidato alla carica di procuratore distrettuale, pertanto ha bisogno di un'indagine rapida e che riesca a trovare il colpevole. La faccenda è ulteriormente complicata dal fatto che Rusty, all'insaputa del suo superiore, ha avuto una relazione sentimentale con la Polhemus.
Horgan perde le elezioni e poco dopo Rusty viene convocato da Horgan nel proprio ufficio, gli viene detto che è il principale accusato dell'omicidio Polhemus, in quanto sono state ritrovate alcune prove (impronte, DNA, ecc) che indicano la sua presenza nell'appartamento la sera dell'omicidio.
Rusty, per difendersi, decide di assumere il famoso avvocato Alejandro "Sandy" Stern, che lo aveva impressionato con la sua abilità quando era procuratore. Stern e Sabich, grazie alla loro abilità, riusciranno a dimostrare infine l'innocenza dell'imputato.
Il libro si chiude con la rivelazione shock che ad uccidere Carolyn Polhemus è stata la moglie di Sabich, gelosa per aver scoperto la relazione extraconiugale del marito.

## Collegamenti con altre opere
Nei suoi romanzi successivi, Turow ha riutilizzato molti dei personaggi e dei luoghi creati per Presunto innocente. La fittizia Contea di Kindle sarà sede di quasi tutti i libri di Turow, Sandy Stern sarà il protagonista di L'onere della prova, e nel 2010 è stato dato alle stampe il sequel diretto Innocente.

## Adattamenti
Dal libro è stato tratto il film Presunto innocente nel 1990, diretto da Alan J. Pakula e interpretato da Harrison Ford e Raúl Juliá. Nel 2024 ne è stata tratta una miniserie televisiva, Presunto innocente, con protagonista Jake Gyllenhaal.

## Edizioni
- Scott Turow, Presunto innocente, Arnoldo Mondadori, 1991, ISBN 9788804326045.